# Цыплетев, Иван Еремеевич
Ива́н Ереме́евич Цыплетев (встречаются варианты Цыплятев и Цыпленев; 1726 — 21 августа 1797, Алексеевка, Царицынский уезд, Российская империя) — российский государственный и военный деятель, дворянин из рода Цыплетевых. С 1765 по 1780 год был комендантом Царицына. По сравнению с другими комендантами Царицына в XVIII веке выделялся своей незаурядностью и долгим сроком исполнением обязанностей. Руководитель обороны Царицына от войск Емельяна Пугачёва во время Крестьянской войны 1773—1775 годов. Бригадир армии Российской империи.

## Биография
Иван Еремеевич Цыплетев родился в 1726 году. Он происходил из дворянского рода Цыплетевых, который составлял ветвь рода Монастырёвых, в свою очередь ведущих своё происхождение от Рюриковичей. С 1737 года Цыплетев находился на воинской службе. С 1737 по 1749 годы он учился в Инженерном корпусе, по окончании которого получил звание инженер-прапорщика. В 1753 году произведён в чин подпоручика, а в 1755 году — в чин поручика. В том же году Иван Еремеевич прибыл в Царицын для несения службы в артиллерии. Однако, там он пробыл недолго, из-за того, что получил приказ принять участие в геодезической экспедиции для географического описания земель по рекам Куме и Тереку, для определения возможных мест устроения государственных садов, шёлковых заводов и прочих предприятий.
В 1757 году, по окончании экспедиции, он получил новое задание из Астраханской садовой конторы — устроить в Волго-Ахтубинской пойме тутовые сады и организовать производство шёлка. Таким образом, Иван Еремеевич стал главным смотрителем Ахтубинского шёлкового завода на месте ныне исчезнувшего села Верхняя Ахтуба, эту должность он занимал до 1761 года. При этом Цыплетев до самого завода так и не добрался, сказавшись больным, при этом получал жалование. Руководивший строительством поручик И. А. Паробич жаловался на бездействие Цыплетева, после чего последнего отстранили от строительства. В 1769 году по предписанию Н. А. Бекетова вновь занял должность смотрителя Ахтубинского шёлкового завода, на которой оставался до 1772 года.
В 1761 году Иван Цыплетев был произведён в чин майора, а в 1763 году — в чин подполковника. Начиная с 11 февраля 1763 года продолжил службу в Астраханском гарнизоне сверх штата. 22 мая 1763 года Астраханский губернатор Н. А. Бекетов привлёк его как инженера для выбора места для Моздокской крепости при строительстве Азово-Моздокской укреплённой линии. После этого переведён в царицынский батальон, где состоял в счётной доимочной экспедиции до ноября 1764 года.
7 мая 1765 года Иван Еремеевич был произведён в чин полковника. По одним данным в этом же году он был назначен комендантом Царицына, сменив на этом посту Василия Чистякова. Согласно другим источникам в 1765—1768 годах он был комендантом Енотаевской крепости, а в Царицын был назначен только в 1768 году.
Царицын того времени представлял собой небольшой город, где проживал всего 571 человек, среди которых 304 купца, 157 цеховых, 110 бобылей. Гарнизон состоял из лёгкой пехотной команды и гарнизонной батареи. Сам комендант с женой и дочерьми жил у Московских ворот в районе современного здания Волгоградская городская дума. Супруга Ивана Еремеевича ежегодно отправляла отряды крестьян за Волгу «на промысел» для добычи кирпича в разрушенных золотоордынских поселениях и последующей перепродажи в Царицыне.
В мае 1770 года Цыплетев получает приказ создать военные команды для борьбы с волжскими разбойниками и выставить заставы для охраны судов.
В 1772 году в Дубовке волжскими казаками был схвачен Федот Богомолов, выдававший себя за императора Петра III. Самозванец был доставлен в Царицын, где и содержался под стражей. Богомолов смог убедить солдат в том, что он настоящий царь. Солдаты передали эту информацию населению города, вследствие чего в городе начался бунт, к которому присоединился даже один священник. Толпа попыталась освободить лже-Петра. Комендант принял непосредственное участие в разгоне мятежников и был ранен в толпе. Цыплятов приказал стрелять по толпе, после чего беспорядки прекратились. Богомолов был временно вывезен из Царицына, а астраханский губернатор Бекетов приказал заменить царицынский гарнизон.
Ещё раз Цыплетев вступит в бой с лже-Петром III в 1774 году, теперь с «чудом спасшимся императором» — предводителем антиправительственного восстания Емельяном Пугачёвым. Ещё во время начала восстания Пугачёва, Цыплетев начал ремонт оборонительных сооружений города и за год привёл их в порядок. Были отремонтированы крепостные стены, подготовлена артиллерия, гарнизон обучен и приготовлен к защите. Окрестные воинские гарнизоны в поволжских городах и на Царицынской сторожевой линии были стянуты к Царицыну, сформировав там группировку из 6000 солдат и 73 орудия. Также были вооружены 300 добровольцев из состава местного купечества.
21 августа 1774 года отряды повстанцев подошли к Царицыну. На Сибирь-горе Пугачёв расположил свою артиллерию, Цыплятев, в свою очередь, разделил свою. Часть орудий он оставил на крепостных стенах, а часть погрузил на плоты, запустив по реке плавучие батареи. В ходе артиллерийской дуэли победу одерживают защитники города. Пугачёв потеряв убитыми 500 человек, и был вынужден отступить опасаясь подхода основных правительственных сил под командованием И. И. Михельсона.
Цыплетев смог отразить штурм города пугачёвцами. Таким образом, Царицын стал первым непокорённым городом на пути повстанцев по дуге Оренбург — Казань — Царицын. Благодаря своей стойкости и мужеству, проявленной в ходе этой компании Иван Еремеевич получил прозвище «Храбрый Цыплятев».
В 1776—1780 годах занимался вопросом переселения Волжских казаков на Кавказ, на Азово-Моздокскую линию.
18 августа 1780 года императрица Екатерина II наградила Цыплетева бригадирским чином и землями в Борисоглебском уезде и в окрестностях Царицына. На царицынских землях Цыплетев основал поселение Алексеевка (в память о умершем сыне Алексее), которе ныне входит в черту Волгограда (посёлок Горьковский).
С 1780 (по другим данным — с 1781) года Цыплетев выполнял должность поручика правителя в Саратовском наместничестве. Приказом от 21 января 1781 года назначен Вице-губернатором Саратовского наместничества. В 1795 году за успешное разведение винограда возле Царицына был награждён серебряной медалью Императорского Вольно-Экономического Общества. В том же году подарил Вольному экономическому обществу богатую коллекцию насекомых.
Умер 21 августа 1797 года.

## Семья
Жена Ивана Еремеевича — Луиза Ивановна Цыплетева. Сын Алексей умер в детском возрасте.

## Герб
В Гербовнике Анисима Титовича Князева 1785 года есть изображение печати с гербом Ивана Еремеевича Цыплетева. В описании герба записано: По родословным видно, что происходят они от рода князей Фоминских и Березуйских, а сие оба от князей Смоленских. Описание герба: щит разделён горизонтально на две половины, и нижняя половина разделена вертикально на две части. В верхней половине, в чёрном поле, три серебряные стрелы, горизонтально, одна над другой, наконечниками влево. В нижней половине, в правой части, в золотом поле, накрест положены, золотой ключ бородкой в верхний левый угл и серый меч, остриём в верхний правый угл. В третьей нижней части, в красном поле, серебряная крепость. Щит увенчан дворянским шлемом, повернутым вправо, из которого выходит согнутая рука в латах с мечом. Щит покрыт княжеской мантией (корона или княжеская шапка отсутствуют).

## Память
В 2020 году в Горьковском установили памятник коменданту Цыплетеву. Материалом для памятника послужила эпоксидная смола окрашенная под бронзу.